# Brevolidia constrictus
Brevolidia constrictus är en insektsart som beskrevs av Jacobi 1910. Brevolidia constrictus ingår i släktet Brevolidia och familjen dvärgstritar. Inga underarter finns listade i Catalogue of Life.